# Kabinett Benjamin Harrison

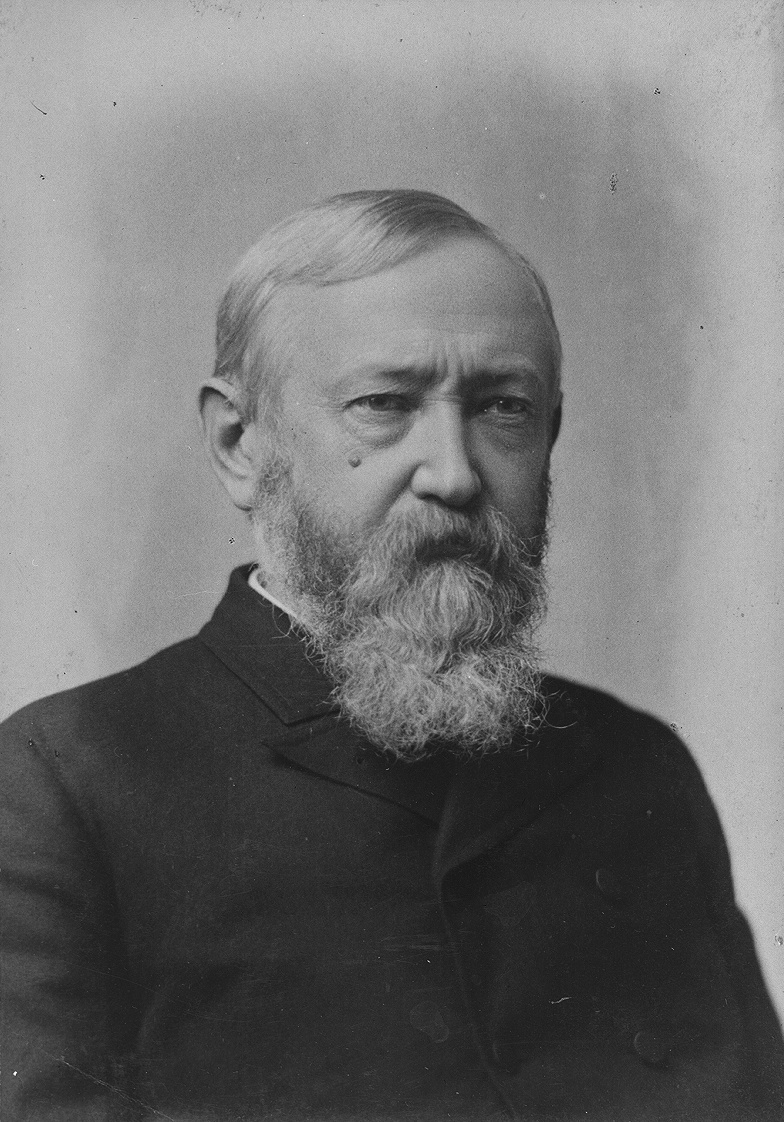
Benjamin Harrison, 23. Präsident der Vereinigten Staaten

Benjamin Harrison wurde 1888 zum Präsidenten der Vereinigten Staaten gewählt, wobei er sich gegen den demokratischen Amtsinhaber Grover Cleveland durchsetzte. Vier Jahre später standen sich beide Politiker erneut gegenüber, wobei es Cleveland gelang, ins Amt zurückzukehren.
Harrison ist zudem der einzige Präsident, dessen Großvater das Amt bereits ausübte. William Henry Harrison war 1840 gewählt worden, dann aber nach nur einem Monat im Amt verstorben.
In sein Kabinett berief Harrison mit Außenminister James G. Blaine und Finanzminister William Windom zwei Politiker, die diese Ämter schon unter den Präsidenten Garfield und Arthur ausgeübt hatten. Beide schieden noch vor dem Ende von Harrisons Präsidentschaft aus der Regierung aus.

## Mehrheit im Kongress
| Präsident                         | Präsident             | Kongress | Haus   | Haus    | Senat | Senat              | Gesamt | Gesamt             |
| --------------------------------- | --------------------- | -------- | ------ | ------- | ----- | ------------------ | ------ | ------------------ |
|                                   | Benjamin Harrison (R) | 51.      |        | 197/332 |       | 51/88              |        | Unified government |
| 52.                               | Benjamin Harrison (R) |          | 86/332 | 47/88   |       | Divided government |        |                    |
| Quelle: Repräsentantenhaus, Senat |                       |          |        |         |       |                    |        |                    |

## Das Kabinett
| Ressort / Amt                                   | Amtsinhaber                   | Partei | Partei           | Zeitraum  | Bild |
| ----------------------------------------------- | ----------------------------- | ------ | ---------------- | --------- | ---- |
| Präsident der Vereinigten Staaten               | Benjamin Harrison             |        | Republikaner (R) | 1889–1893 |      |
| Vizepräsident der Vereinigten Staaten           | Levi Parsons Morton           |        | R                | 1889–1893 |      |
| Ministerämter                                   |                               |        |                  |           |      |
| Außenminister der Vereinigten Staaten           | James Gillespie Blaine        |        | R                | 1889–1892 |      |
| Außenminister der Vereinigten Staaten           | John Watson Foster            |        | R                | 1892–1893 |      |
| Finanzminister der Vereinigten Staaten          | William Windom                |        | R                | 1889–1891 |      |
| Finanzminister der Vereinigten Staaten          | Charles William Foster        |        | R                | 1891–1893 |      |
| Kriegsminister der Vereinigten Staaten          | Redfield Proctor              |        | R                | 1889–1891 |      |
| Kriegsminister der Vereinigten Staaten          | Stephen Benton Elkins         |        | R                | 1891–1893 |      |
| Marineminister der Vereinigten Staaten          | Benjamin Franklin Tracy       |        | R                | 1889–1893 |      |
| Justizminister der Vereinigten Staaten          | William Henry Harrison Miller |        | R                | 1889–1893 |      |
| Postminister der Vereinigten Staaten            | John Nelson Wanamaker         |        | R                | 1889–1893 |      |
| Innenminister der Vereinigten Staaten           | John Willock Noble            |        | R                | 1889–1893 |      |
| Landwirtschaftsminister der Vereinigten Staaten | Jeremiah McLain Rusk          |        | R                | 1889–1893 |      |